# バング (曲)
「バング」 (Bang) は、1991年に発表されたイギリスのオルタナティヴ・ロックバンド、ブラーのアルバム『レジャー』の収録曲であり、アルバムからの3rdシングル曲。全英24位。

## トラック・リスト
- 12インチ盤

1. Bang (extended)
2. Explain
3. Luminous
4. Uncle Love

- 7インチ盤、カセット・テープ

1. Bang
2. Luminous

- CD  (1991年8月5日リリース)

1. Bang
2. Explain
3. Luminous
4. Berserk

## チャート
| チャート（1991年）               | 最高順位 |
| -------------------------------- | -------- |
| イギリス（全英シングルチャート） | 24       |